# Kaspar von Fels
Kaspar von Fels (* 18. August 1668 in St. Gallen; † 4. Juni 1752 ebenda) war ein Bürgermeister von St. Gallen und Tagsatzungsgesandter. 

## Leben
Kaspar von Fels wurde als Sohn von David von Fels geboren.
Er bekleidete verschiedene öffentliche Ämter in St. Gallen. Er war unter anderem 1720 Zunftmeister, wurde später Ratsherr und Säckelmeister und 1743 eidgenössischer Kriegsrat. Wiederholt nahm er als Gesandter der Stadt an den eidgenössischen Tagsatzungen sowie an der Konferenz der evangelischen Städte und Orte teil, die regelmässig in Aarau abgehalten wurde.
1742 wurde er erstmals zum Amtsbürgermeister gewählt und behielt dieses Amt im Wechsel mit Friedrich Girtanner und Hans Jacob Rietmann im Dreijahresturnus als Amtsbürgermeister, Altbürgermeister und Reichsvogt bis zu seinem Tod.
Kaspar von Fels heiratete 1691 Elisabeth (* 21. November 1674; † unbekannt), Tochter des Johannes Högger (* 24. August 1640; † 6. Oktober 1678), Angehöriger der Schneiderzunft.